# Newport Point
Der Newport Point ist eine Landspitze an der Westküste der antarktischen Ross-Insel. Sie begrenzt südlich die Einfahrt zur Horseshoe Bay.
Das New Zealand Geographic Board benannte sie nach Terry Newport, einem Zimmerer des New Zealand Antarctic Research Programme, der am 13. Oktober 1992 beim Absturz eines Hubschraubers vom Typ Bell UH-1 nahe dieser Landspitze mit zwei weiteren Passagieren ums Leben gekommen war.